# جوزي أرلينغتون
جوزي أرلينغتون (بالإنجليزية: Josie Arlington)‏ هي سيدة أعمال أمريكية، ولدت في 1864، وتوفيت في 14 فبراير 1914.